# Linha Interna
A Linha Interna ou Linha do Interior (em sueco: Inlandsbanan,  PRONÚNCIA; LITERALMENTE: Linha do Interior) é uma via férrea legendária que atravessa o interior do Norte da Suécia, paralelamente à costa e à fronteira com a Noruega, ligando Mora, em Dalarna, a Gällivare, na Lapónia, passando por Östersund, Storuman e Arvidsjaur.

Tem uma extensão de 1 053 km, via única, e está apenas parcialmente eletrificada.

Ligava originalmente Gällivare, na Lapónia, a Kristinehamn, na Värmland.

## Itinerário
A linha atravessa as cidades:

- Gällivare
- Jokkmokk
- Arvidsjaur
- Storuman
- Östersund
- Sveg
- Mora

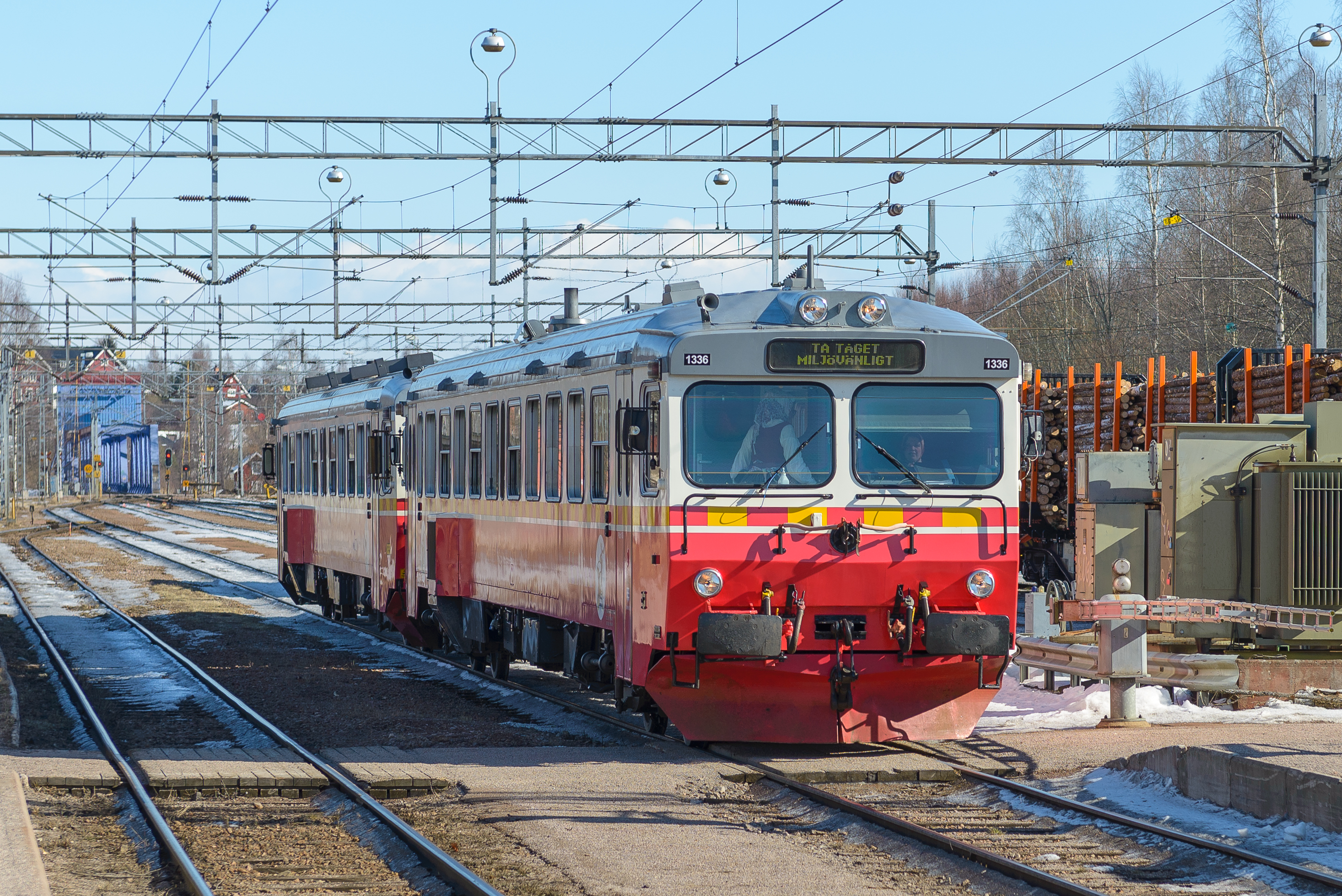
Estação de Mora
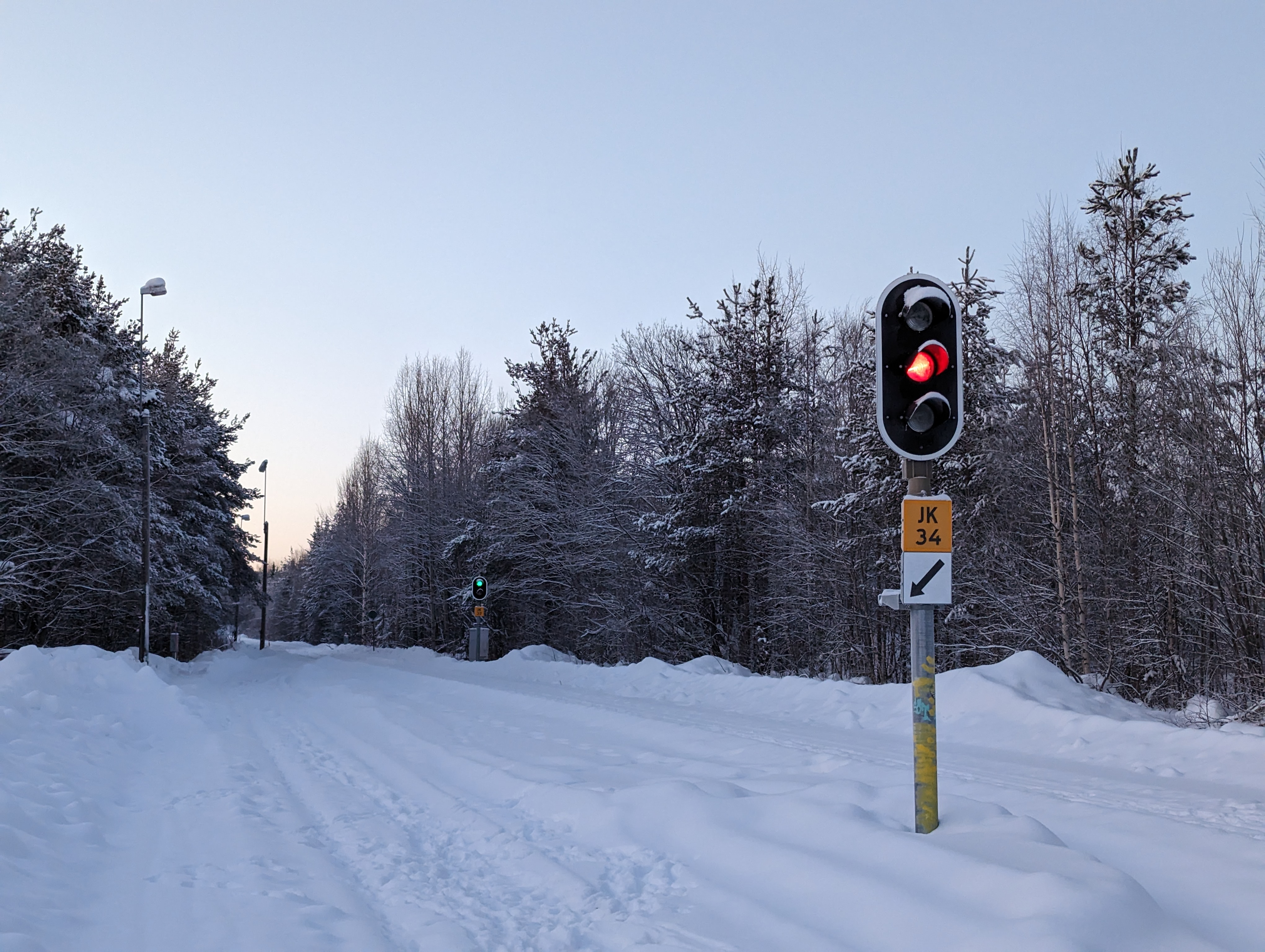
A linha em Jokkmokk no inverno
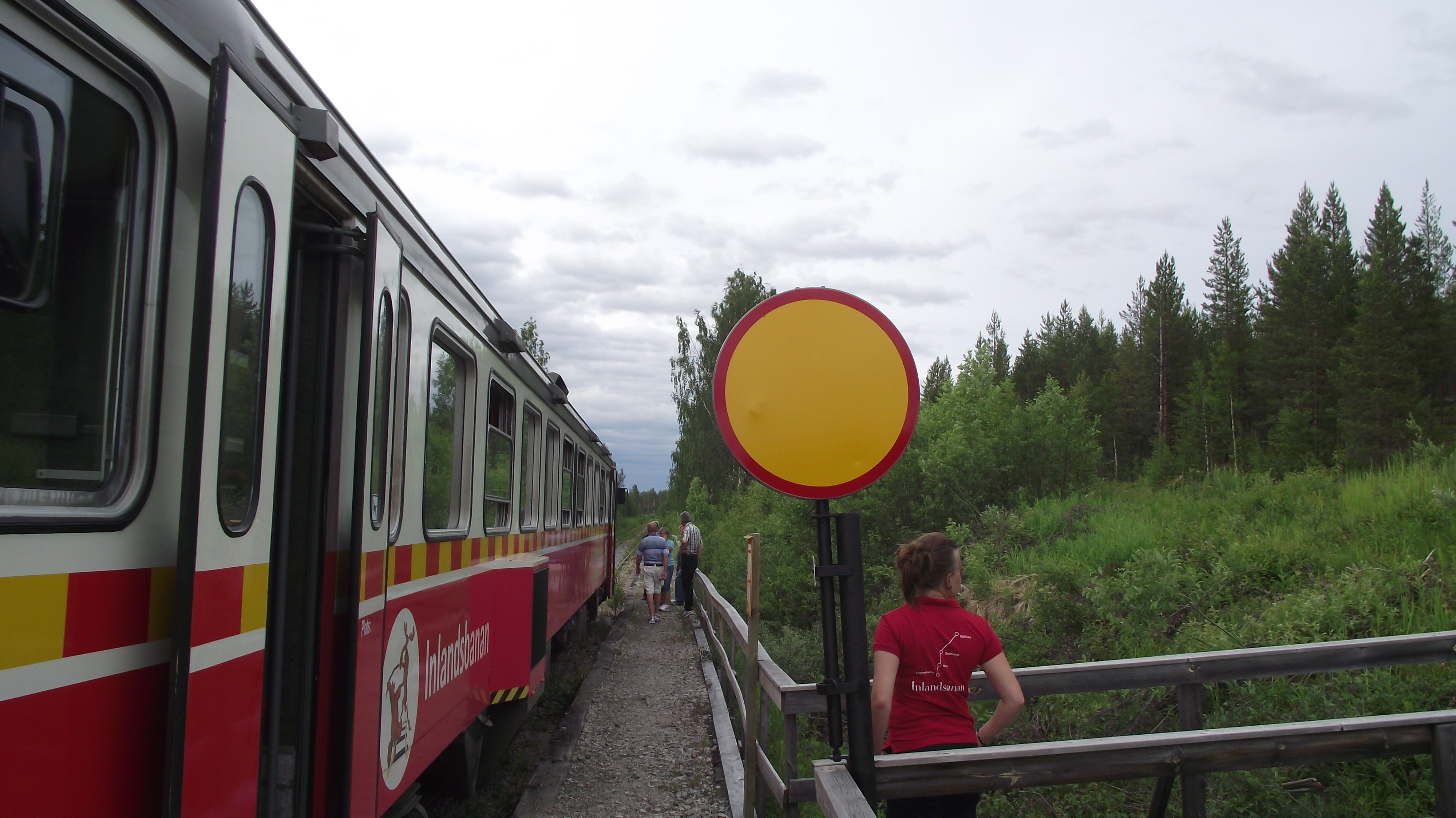
A Linha do Interior cruza o Círculo Polar Ártico
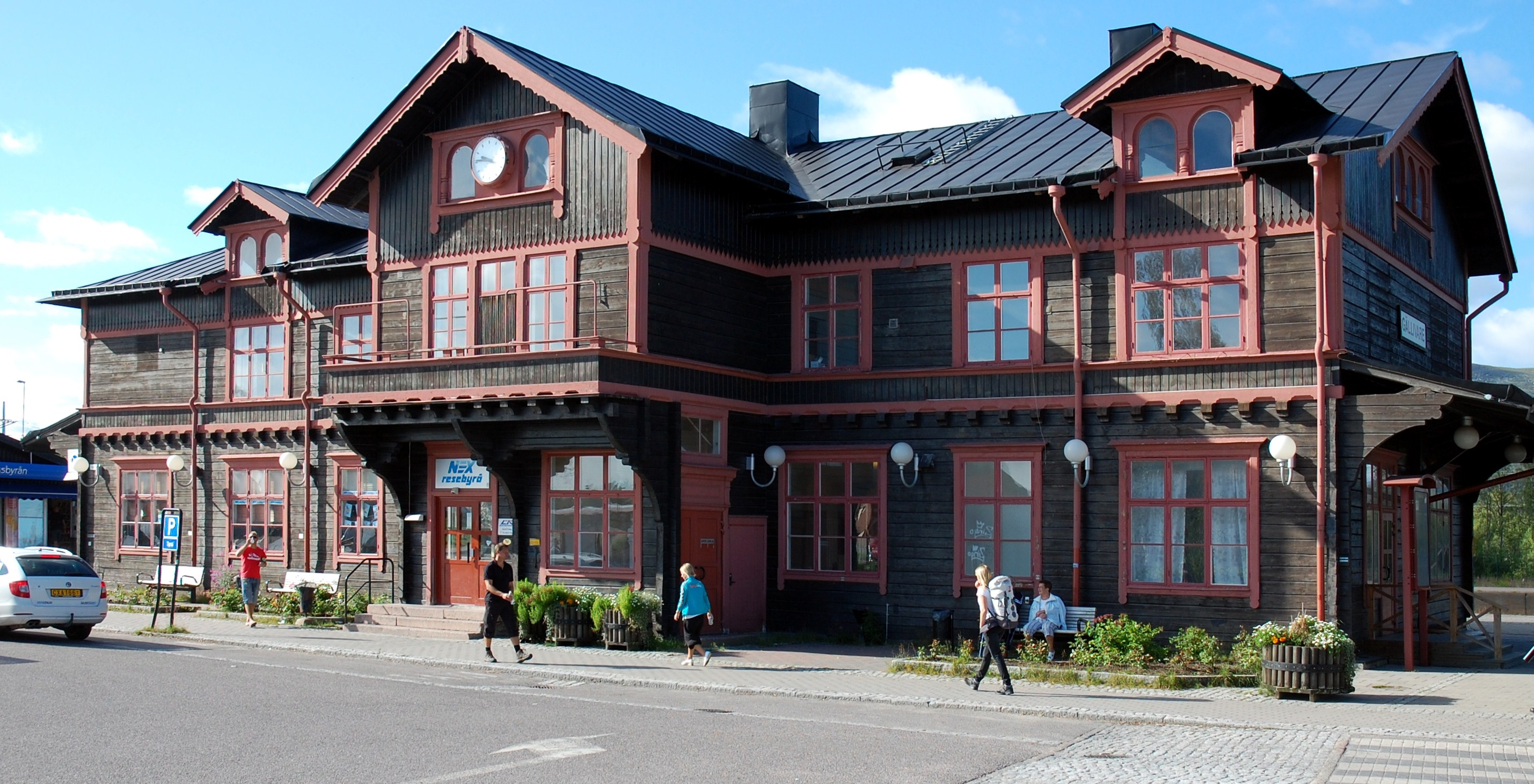
Estação de Gällivare